# دبیرخانه بخش امبانپولا
دبیرخانه بخش امبانپولا (به لاتین: Ambanpola Divisional Secretariat) یک منطقهٔ مسکونی در سری‌لانکا است که در استان شمال غربی، سری‌لانکا واقع شده‌است.